# 第4旅団 (オーストラリア)
第4旅団（だい4りょだん、英語: 4th Brigade）は、オーストラリア陸軍の旅団である。

## 解説
旅団は1912年に民兵組織として結成され、第一次世界大戦中に再召集され、ガリポリや西部戦線の塹壕で活躍した後、1919年に解散した。 1921年、旅団はビクトリア州を拠点とするオーストラリアの非常勤軍として再起された。 第二次世界大戦中、旅団はニューギニアとニューブリテン作戦に従軍した。 戦争後、旅団は第3師団の一部を構成したが、後に第2師団に再配置され、装甲、歩兵、砲兵、工兵、信号、兵器など陸軍の全兵団の部隊と人員を含む予備混成部隊として機能している。

## 沿革

### 創設
第4旅団の起源は1912年に遡る。強制訓練制度導入の一環として民兵旅団として編成され、第2軍管区に配属された。 当時、旅団の構成部隊は、アーミデール、インベレル、タムワース、メイトランド、ニューカッスル、アダムズタウンなど、ニューサウスウェールズ州の各地に配置されていた。

### 第一次世界大戦
旅団は1914年9月、オーストラリア帝国軍（AIF）の一員として再起された。AIFは、第一次世界大戦の開戦直後、従軍のために招集された全挺身部隊であった。 ジョン・モナシュ大佐（後のサー元帥）の指揮の下、旅団は当時、オーストラリア全州から招集された4個歩兵大隊（第13大隊（ニューサウスウェールズ州）、第14大隊（ビック州）、第15大隊（クイーンズランド州／タス州）、第16大隊（サウスウェールズ州／ワーリア州）で構成されていた。

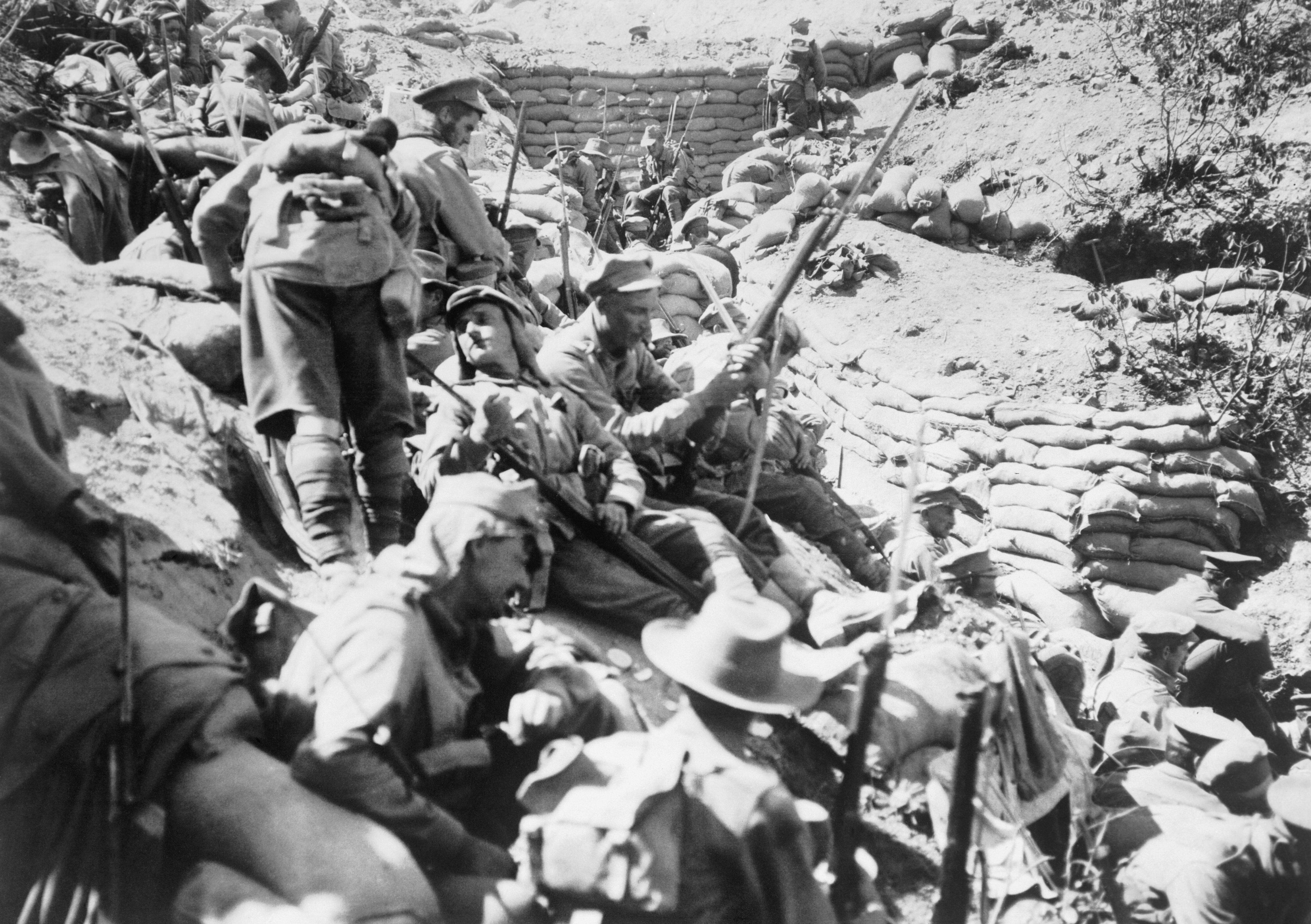
クインズ・ポストでの第4旅団兵士たち（1915年5月

ビクトリア州のブロードメドウズで初期訓練を受けた後、オーストラリア軍派遣の第2陣として海外へ出発、1914年12月に出発した。 1915年初めにエジプトに到着し、ニュージーランド・オーストラリア師団に配属された。 1915年4月、旅団はガリポリへのアンザック上陸作戦に参加し、師団の予備部隊として2日目に到着した。 8月攻勢では、旅団はヒル971を攻撃し、その後ヒル60も攻撃した。 1915年12月、ガリポリからの撤退が決定され、旅団はエジプトに移送された。 この後、AIF は再編成と拡張の時期を迎えた。 その一環として、第4旅団は新たに編成された第12旅団に経験豊富な人材の幹部を提供した。 同時に、旅団は第4師団に再配置された。
1916年6月、旅団はスエズ運河沿いの守備で数カ月を過ごした後、第4師団の他の部隊とともにヨーロッパに転属し、フランスとベルギーの西部戦線で戦争に参加した。 アルマンティエール周辺の最前線に配属された旅団は、7月2日に最初の作戦を実施し、空襲に失敗した。 その後2年間、旅団は第4師団の他の部隊とともに戦線を転戦した。 1917年4月、旅団はブルコート周辺での激しい戦闘に参加し、4月11日には3,000人中2,339人を失う大損害を被った。 1918年4月、第4旅団はヴィレール・ブルトンヌー周辺の重要な戦闘に参加し、最終的に町の解放に成功した。 解放は、1918年4月25日のアンザック・デーから3年目の記念日であった。 オーストラリア人の犠牲を記念して、1926年、町の目抜き通りは「メルボルン通り」と改名され、別の通りは「ビクトリア通り」と命名された。 戦闘中に被害を受けた学校は、ビクトリア州の小学生からの寄付で再建され、その後「ビクトリア・スクール」と呼ばれるようになった。

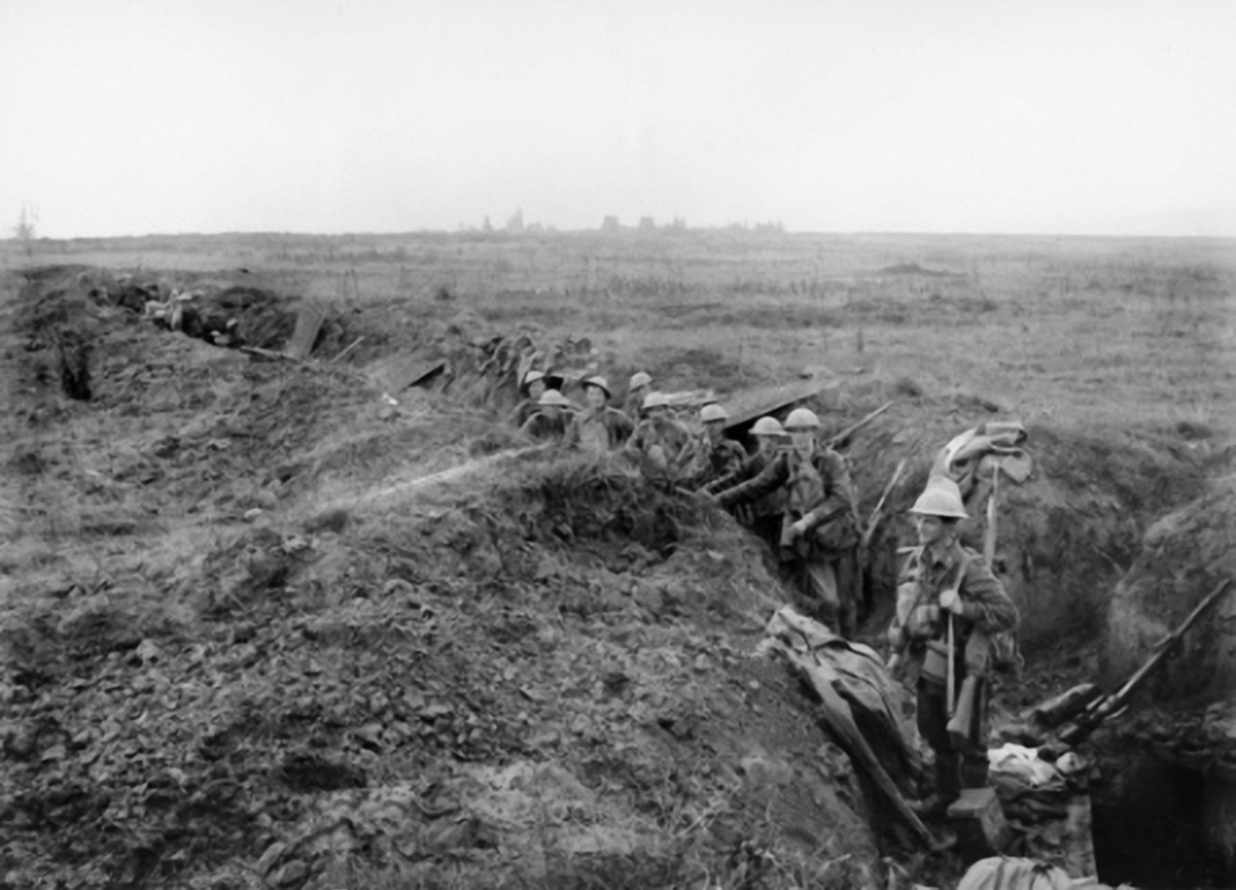
1918年、フランス、ル・ヴェルギエでの第4旅団の兵士たち。

その後7月、第4旅団はル・ハメル周辺の戦闘に参加した。 1918年7月4日の戦闘で用いられた戦術は、ジョン・モナシュ将軍によって考案され、オーストラリア歩兵と多数の米軍によって大部分が実行された。 この戦いは、連合国軍がこの戦争で最も偉大な勝利を収めた舞台のひとつとなった。 この勝利のあまりの大きさに、フランスのジョルジュ・クレマンソー首相は、戦地にいた オーストラリア軍に挨拶に来た： 「オーストラリア人がフランスに来たとき、フランス国民はあなた方に大きな期待を寄せていましたが、あなた方が最初から大陸中を驚かせることになるとは、私たちは知りませんでした」。 1918年8月12日、モナシュはジョージ5世から爵位を授与された。
第4旅団は1918年9月下旬まで前線にとどまり、後にドイツ軍司令官エーリッヒ・ルーデンドルフが「黒い日」と評した8月8日の戦闘を含む百日攻勢に参加した。 10月上旬、オーストラリア軍団の残りの部隊は、さらなる作戦に備えて休養と再編成のために戦線から離脱した。 その結果、同旅団は1918年11月の休戦協定までにそれ以上の戦闘に参加することはなく、その後、旅団を構成する歩兵大隊は復員手続きを開始し、最終的に1919年に解散した。
戦争中、同旅団からは8人の隊員がヴィクトリア十字章を受章した。 参加者は以下の通り： アルバート・ジャッカ、マーティン・オメーラ、ジョン・ドワイヤー、ハリー・マレー、ヘンリー・ダルジール、トーマス・アックスフォード、モーリス・バックリー、ドミニク・マッカーシー。

### 第二次世界大戦前
1921 年、オーストラリアの非常設軍隊は、第一次世界大戦中に存在した AIF 編隊の番号呼称と構造を継承するために再編成された。 その結果、5 月には市民軍の一部として第 4 旅団が再 編成された。 可能な限り、新編隊は第一次世界大戦中の部隊の出身地で編成されることが決定された。 第4旅団は豪州の複数の州から集められた大隊で構成されていたため、ビクトリア 州に本拠を置くことが決定されたとき、旅団を構成する4つの大隊のうち、プラハンに司令 部を置く1つだけが、それまで旅団に配属されていた部隊の番号呼称を持っていた。 このとき配属されたのは、第14大隊、第22大隊、第29大隊、第46大隊の4つの歩兵大隊であった。 旅団はこの時、第3師団に配属された。  
当初、豪州では戦争への警戒感が高まっていたにもかかわらず、市民部隊の兵員数は 自主的な採用と強制訓練制度によって維持されていた。 その結果、旅団内の各歩兵大隊は、4つの大隊にそれぞれ1,000人以上の兵員がおり、全兵力であると報告することができた。 しかし、1922 年にワシントン海軍条約が締結され、オーストラリアの安全保障上の 懸念が理論的に解決されたことを受けて、陸軍の予算を削減し、各大隊の公認兵力を 409 人に削減することが決定された。
1929年、スカリン労働党政権が強制訓練制度を停止し、自主的な「民兵」制度に切り替えたことで、人手不足の状況はさらに深刻化した。 この決定と世界大恐慌の経済不況が相まって、旅団の歩兵大隊の新兵はさらに不足し、その結果、第22大隊と第29大隊の2つの大隊を合併して第29/22大隊を編成することが決定された。 1930年代を通じて、出席率の低さと訓練機会の制限という状況が特徴的であった。 その結果、旅団の編成がさらに変更され、1934年までに第14大隊は第2旅団に配置転換された。 しかし、人手不足の状況は1936年に改善し始め、ヨーロッパの緊張が再び戦争の可能性への懸念を高めた1938年に再び改善した。 この結果、協調的な勧誘が行われ、訓練コースやキャンプへの資金援助が増え、その結果、入隊者数が増加した。 第4旅団内の出席率が向上した結果、第29/22大隊は1939年8月に分割され、第22大隊と第29大隊はそれぞれ独立した形で再編成された。

### 第二次世界大戦
第二次世界大戦勃発時、旅団はビクトリア州を拠点とする民兵の非常勤編成だった。 国防法（1903 年）の規定により、民兵部隊を豪州領土外に派遣して戦わせることはできな かったため、豪州政府は欧州と中東に派遣するための別部隊を編成することにした。 この部隊は第2オーストラリア帝国軍として知られていた。 その結果、1940 年 1 月の強制訓練制度の再確立に伴って招集された新兵の訓練管理、防衛任務、 継続的訓練の実施を通じて、国の戦争準備態勢を全般的に向上させるために民兵を活用す ることが決定された。

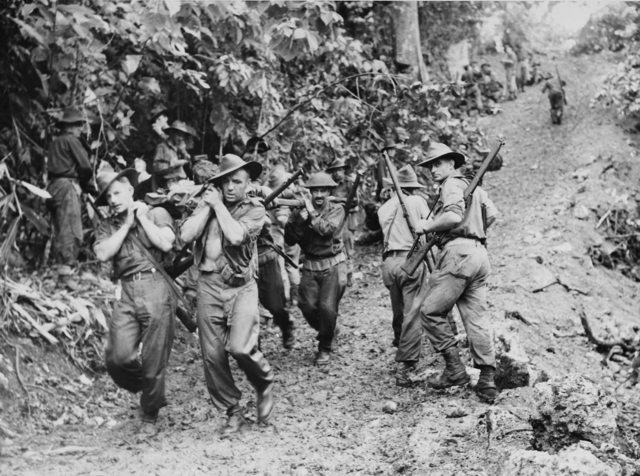
ニューギニアのグシカ周辺での戦闘後、負傷した仲間を避難させる第29/46大隊の兵士たち（1943年11月）

1939年9月、旅団は3つの歩兵大隊（第22大隊、第29大隊、第46大隊）で構成され、当初は第3師団に配属された。 しかし、1941年12月に日本が参戦すると、第4旅団は戦時動員され、ビクトリア州ボネギラでより高度な訓練を受けることになった。 1942年3月、旅団はクイーンズランド州ワーウィックに移動し、そこからチャームサイドに移動してブリスベンの北周辺に防御陣地を構えた。 その年の後半、旅団はブリスベンの南部アプローチの防衛に方向転換された。 その後、旅団はサンシャインコーストのクイーンズランド州フォレスト・グレンに移転した。 1943年3月、旅団は第5師団に編入され、第7旅団を救援するためミルネ湾に派遣され、ニューギニアに展開した。 その後、旅団はフオン半島作戦に参加し、ギスカで日本軍と戦った最初の民兵旅団の一つとなった。 当時、旅団は第22歩兵大隊、第29歩兵大隊、第46歩兵大隊、第37歩兵大隊、第52歩兵大隊で構成されていた。 1943年から1944年にかけて、旅団は第5師団と第9師団の間を何度も行き来し、ニューギニア作戦に参加した。
1944年9月、旅団は再編成と訓練のためにオーストラリアに戻り、ニューブリテン作戦に参加した。 船不足のため旅団の派遣は遅れ、上陸したのは1945年1月のことだった。 その後、旅団は第11師団の指揮下に入り、1945年8月の終戦まで、島の日本軍に対する封じ込め作戦を支援したが、1個大隊の第37/52部隊だけがイアイアに前進配備され、残りはウヌンに留まった。 戦後、旅団は占領任務を支援し、ラバウル周辺での日本軍(第8方面軍本部)の降伏を監督した。

### 戦後
1948 年、復員プロセスの完了後、オーストラリアの非常勤軍は市民軍という名目 で再編成された。 再編成後、第4旅団は第3師団に配属され、第5、第6、第8／第7の3個歩兵大隊で構成された。 その後の冷戦期を通じて、非常勤軍の役割の発展に伴い、旅団の構成は何度も変更された。 当初、戦後の兵役は任意だったが、1951年に国民兵役が制定され、CMF部隊の規模が拡大した。 この間、人員と資源が増加したため、旅団は完全な人員配置と装備の規模を達成することができ、その結果、1959年にはパッカプニールで実施された3,500人規模の連合軍演習の基礎を形成した。
とはいえ、国民兵役制度はその運営に膨大な資源を必要としたため、1960年に中断された。 同時に、ペントロピック師団制の導入により、多くの歩兵大隊が解体または合併され、地域ベースの大隊が複数大隊の州ベースの連隊に編成された。 その結果、5個大隊師団が採用され、旧3個大隊の旅団編成は解体された。
しかし1964年末、同盟国との相互運用が困難になったこともあり、ペントロピックの実験を終了することが決定された。 翌年初頭、旅団編成が再確立されたが、旅団ではなく「任務部隊」と指定された。 1976年までに、リソースとマンパワーが限られていたため、旅団の母体である第3師団はほとんど空洞の構造になっていた。 その結果、第3師団は「第3師団野戦部隊群」と改称され、第4機動部隊は消滅したため、師団司令部は第4機動部隊司令部と統合された。
1981年7月1日、「第4任務部隊」として再編成されたが、1982年に「第4旅団」と改称された。 1981年当時、旅団の歩兵大隊は王立ビクトリア連隊（RVR）第1大隊と第2大隊であった。 1982年12月、新しいBHQを設立し、RVRの1個中隊の一部を利用することで、第5/第6大隊が増強された。 1987年まで、旅団には1RVR、2RVR、5/6RVRの3つの歩兵大隊があった。 この間、2RVRは8/7RVRと改名された。 1987年、旅団は2つの歩兵大隊、すなわち5/6 RVRと8/7 RVRと支援部隊だけに縮小された。 1990年代初頭、旅団は第2師団に配属された。 1991年、部隊構造の見直しに伴い、第3師団は解体され、その部隊は第4旅団の指揮下に置かれた。 その結果、1990年代後半には、ノーザン・テリトリーのティンダル地区で「保護部隊」の一部として重要な資産保護動員役を担った。.

### 21世紀
それまで旅団に配属されていたモナシュ大学連隊（MonUR）と第2/10中連隊は、2012年にオーストラリア陸軍の戦闘序列から除外された。 MURの士官候補生中隊はモナシュ大学中隊と改称され、砲兵隊は野砲ではなく迫撃砲を使用する第2/10軽砲隊として5/6RVRと統合された。 第4戦闘工兵連隊（4 CER）は2013年に豪陸軍の戦闘序列から外された。 4 CERと第22建設連隊（22 Const Regt）は2013年に統合され、第22工兵連隊（22 ER）となった。 メルボルン大学連隊は以前は旅団に配属されていたが、2017年から2018年にかけて訓練編成に変更された際に第8旅団に移管された。
2001年以来、旅団はイラク、アフガニスタン、東ティモール、ソロモン諸島への派遣に人員を提供してきた。 同旅団はまた、バターワース小銃中隊に対するオーストラリアのコミットメントを支援してきた。 オーストラリア国内では、2003年のアルパイン山火事、2006年のギプスランド山火事、2009年のビクトリア州山火事、2011年の大洪水、2012年の大洪水の際に、技術支援と後方支援を行った。 同旅団はまた、2019-20年のオーストラリアの山火事シーズンの救援活動を支援した。 
ベエルシェバ計画の下、第4旅団は予備役の第9旅団とペアを組み、正規の第1旅団を補強する。 第1旅団が派遣された場合、2つの予備旅団は「バトルグループ・ジャッカ」と呼ばれる大隊規模の戦闘グループを編成する任務を負う。

## 編成・駐屯地
2023年現在、第4旅団はメルボルンのシンプソン兵舎に本部を置いている。 約2,400人の隊員で構成され、メルボルンとビクトリア州の多くの場所に拠点を置いている。 旅団は現在、以下の部隊で構成されている：
編成
- 第4旅団司令部
- 第4/19プリンス・オブ・ウェールズ軽騎兵
- 王立ビクトリア連隊第5/6大隊
- 王立ビクトリア連隊第8/7大隊
- 王立タスマニア連隊第12/40大隊
- 第22工兵連隊
- 第108信号中隊
- 第4戦闘支援大隊